# Folwark (powiat rawicki)
Folwark – wieś w Polsce położona w województwie wielkopolskim, w powiecie rawickim, w gminie Rawicz.
W latach 1975–1998 miejscowość należała administracyjnie do województwa leszczyńskiego.
Na terenie wsi swoją siedzibę ma zakład przemysłu budowlanego "Kaczmarek" produkujący kostkę brukową.